# Schulgeschwader Ostsee
Das Schulgeschwader Ostsee war ein Ausbildungsverband der Bundesmarine aus mehreren Schulbooten, der von 1956 bis 1958 bestand. Es unterstand dem Marinestützpunktkommando Kiel und ist zu unterscheiden von dem von 1956 bis 1963 bestehenden, bis 30. Juni 1960 als 1. Geleitgeschwader bezeichneten Schulgeschwader.
Das Schulgeschwader Ostsee wurde am 1. Juni 1956 aufgestellt und gehörte damit zu den ersten schwimmenden Verbänden der Bundesmarine. Mit der Auflösung des Seegrenzschutzes und seiner weitgehend geschlossenen Überführung in die Bundesmarine übernahm das Schulgeschwader Ostsee am 1. Juli 1956 neun Schulboote und Tender mitsamt ihren Besatzungen im Rahmen einer feierlichen Übergabe in Neustadt in Holstein.
Dazu gehörten sechs ehemals britische Motorminensuchboote, die im Seegrenzschutz als Große Wachboote die 3. Wachbootflottille in Kiel gebildet hatten. Hinzu kamen die Begleitschiffe Eider und Trave und das Segelschulboot Nordwind.
Während Eider, Trave und Nordwind ihre Namen beibehielten, wurden die zuvor als W 7 – W 12 bezeichneten Wachboote umbenannt. Aus W 7, W 8 und W 10 wurden die Schulboote FM 1, FM 2 und FM 3, die für die Ausbildungsunterstützung der Marinefernmeldeschule vorgesehen waren. W 12, W 11 und W 9 erhielten die Bezeichnungen UW 1, UW 2 und UW 3 und wurden für die Marineunterwasserwaffenschule eingesetzt. Eider und Trave unternahmen als Schulboote die ersten Auslandsausbildungsreisen für Offizieranwärter nach Aufstellung der neuen Marine.
Zum 30. September 1958 wurde das Schulgeschwader Ostsee aufgelöst. Die Boote wurden an verschiedene andere Ausbildungseinrichtungen abgegeben. Eider und Trave kamen zum 1. Geleitgeschwader, Nordwind zur Marineschule Mürwik. FM 1 und FM 2 wurden dem 2. Marineausbildungsbataillon in Glücksburg-Meierwik unterstellt, FM 3 der Marinefernmeldeschule in Flensburg. UW 1 blieb nach einem Umbau Schulboot der Marineunterwasserwaffenschule in Eckernförde, ebenso UW 2 und UW 3, die später als TM 2 und TM 1 der Schiffssicherungslehrgruppe als Taucherschulboote unterstellt wurden.
Kommandeure waren der von Juli 1956 bis November 1956 mit der Wahrnehmung der Geschäfte beauftragte Korvettenkapitän Günther Brassel, anschließend bis April 1957 der Korvettenkapitän Adolf Oelrich und bis zur Auflösung im Oktober 1958 der Korvettenkapitän Karl-Theodor Raeder.